# Patrícia Matieli
Patrícia Matieli Machado (Rio de Janeiro, 8 de novembro de 1988) é uma handebolista brasileira do MKS Zagłębie Lubin e da Seleção Brasileira.
Matieli disputou os Jogos Pan-Americanos de 2019, realizados em Lima, no Peru, onde o Brasil conquistou a medalha de ouro. Ela participou dos Jogos Olímpicos de Tóquio 2020 onde o Brasil terminou em 11.º lugar. Nos Jogos Pan-Americanos de 2023, realizados em Santiago, no Chile, a Seleção Brasileira conquistou novamente a medalha de ouro. Tal resultado garantiu a vaga do Brasil nas Olimpíada de 2024.